# هرومیفکا (کریمه)
هرومیفکا (به لاتین: Hromivka) یک منطقهٔ مسکونی در اوکراین است که در شهرداری سوداک واقع شده‌است. هرومیفکا ۱۷۹ نفر جمعیت دارد و ۲۱۷ متر بالاتر از سطح دریا واقع شده‌است.